# 阿尔比湖
58°13′30″N 26°24′50″E / 58.22500°N 26.41389°E

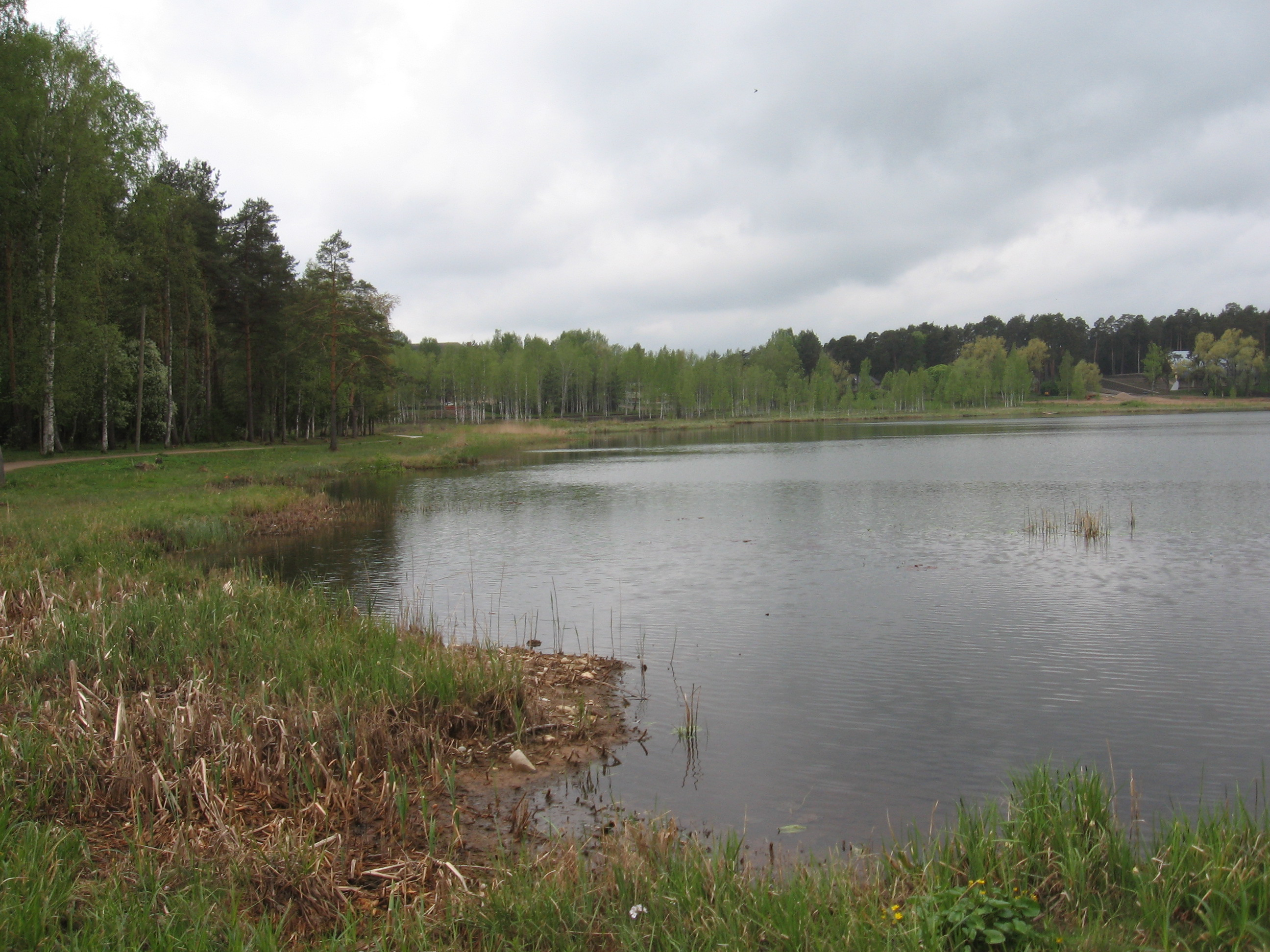

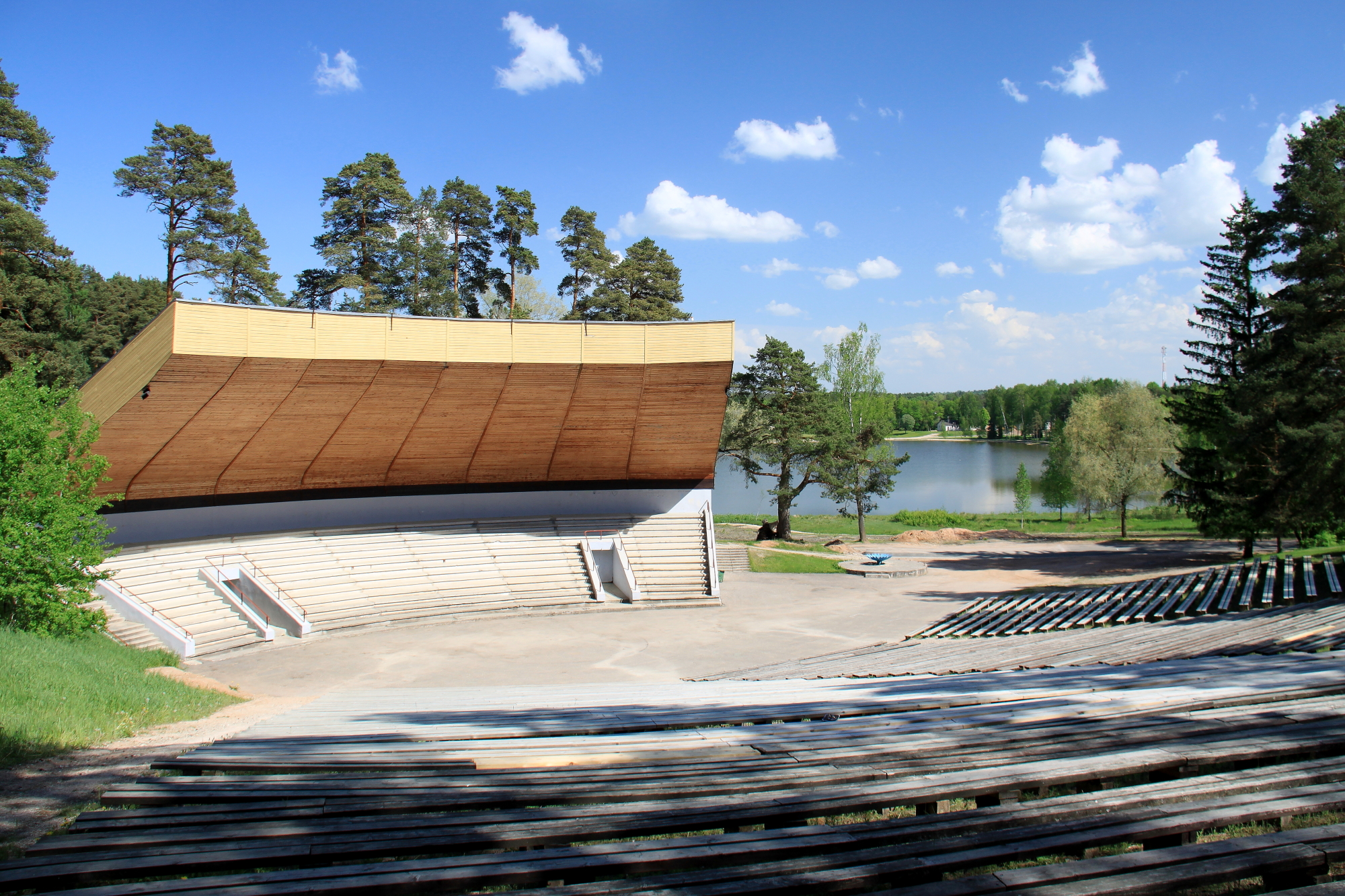

阿爾比湖是愛沙尼亞塔爾圖縣的湖泊，位於該國東南部，長0.37公里、寬0.24公里，面積0.06平方公里，海拔高度42米，湖岸線長度1.48公里。